# Adam Khan

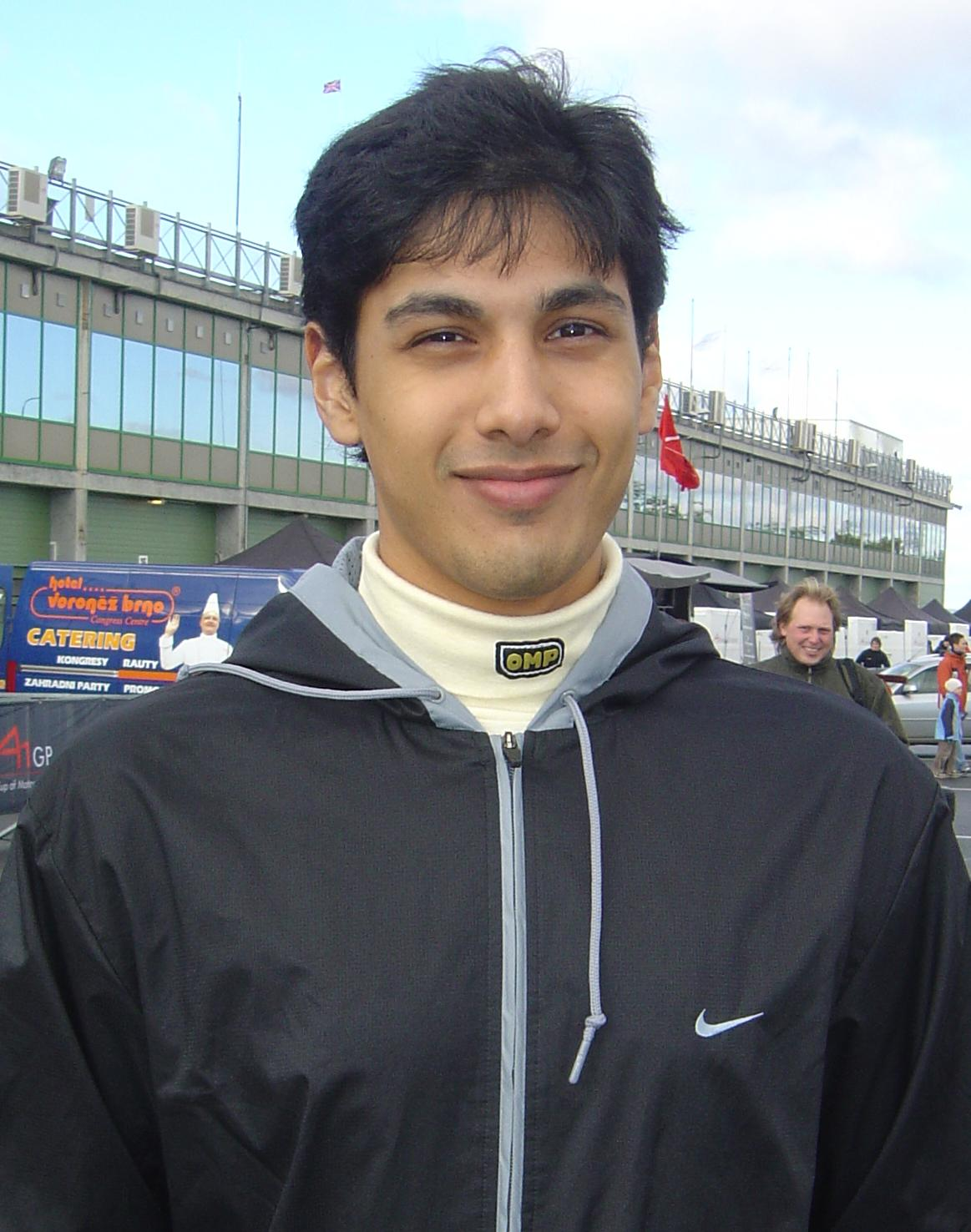
Adam Khan 2007

Adam Langley-Khan (* 24. Mai 1985 in Bridlington) ist ein ehemaliger britisch-pakistanischer Rennfahrer. Khan fuhr ab 2005 mit einer pakistanischen Rennlizenz.

## Karriere als Rennfahrer
Khan begann seine Motorsportkarriere 2001 in der britischen Formel Ford, wo er auf Anhieb Vize-Meister wurde. Im darauf folgenden Jahr ging er bei einem Rennen der spanischen Formel 3 an den Start. Im Winter 2002/2003 nahm der Nachwuchsrennfahrer an der britischen Formel 3 Wintermeisterschaft teil. 2003 ging Khan sowohl bei einigen Rennen des Formel Renault 2.0 Eurocup, als auch bei zwei Rennen der deutschen Formel 3 an den Start. In der folgenden Saison war Khan eine halbe Saison in der B-Klasse der britischen Formel-3-Meisterschaft aktiv und wurde Sechster in der Gesamtwertung. 2005 nahm er an einigen Rennen der deutschen Formel 3 und der B-Klasse der britischen-Formel-3-Meisterschaft teil. In der darauffolgenden A1GP-Saison 2005/2006 startete Khan für das pakistanische Team. Nach einer Pause ging der Rennfahrer auch in der A1GP-Saison 2007/2008 für Pakistan an den Start. Außerdem war an zwei Rennen für Arden International in der GP2-Asia-Serie aktiv. Zudem war Khan 2008 in der Euroseries 3000 aktiv und sicherte sich in dieser Serie mit drei Siegen den dritten Platz in der Gesamtwertung.

## Nach der Fahrerkarriere
Ende 2009 beendete Khan sein Fahrerkarriere und wurde  offizieller Fahrer für Demonstrationsfahrten beim Renault F1 Team.